# Lué-en-Baugeois
Lué-en-Baugeois là một xã trong vùng hành chính Pays de la Loire, thuộc tỉnh Maine-et-Loire, quận Angers, tổng Seiches. Tọa độ địa lý của xã là 47° 31' vĩ độ bắc, 00° 16' kinh độ đông. Lué-en-Baugeois nằm trên độ cao trung bình là 44 mét trên mực nước biển, có điểm thấp nhất là 27 mét và điểm cao nhất là 89 mét. Xã có diện tích 7,42 km², dân số vào thời điểm 1999 là 285 người; mật độ dân số là 38 người/km².

## Thông tin nhân khẩu
| 1962 | 1968 | 1975 | 1982 | 1990 | 1999 |
| ---- | ---- | ---- | ---- | ---- | ---- |
| 212  | 227  | 233  | 297  | 291  | 285  |